# راي جينيه
راي جينيه (بالإنجليزية: Ray Genet)‏ ـ (27 يوليو 1931 ـ 2 أكتوبر 1979) هو متسلق جبال أمريكي، سويسري المولد. توفي من جرّاء انخفاض الحرارة الشقي في 2 أكتوبر 1979، أثناء هبوطه من صعود ناجح إلى قمة إيفرست مع مجموعة من متسلقي الجبال كانت من بينهم الألمانية هانيلوره شماتز، التي لقيت حتفها هي الأخرى في الليلة ذاتها.